# Targeta indicadora d'humitat
Una targeta indicadora d'humitat (en anglès: humidity indicator card (HIC)) és una targeta la qual està impregnada amb un producte químic sensible a la humitat que canviarà de color quan s'excedeixi de la humitat relativa indicada. És un sistema molt econòmic per quantificar els nivells d'humitat relativa dins paquets segellats. Estan disponibles en moltes configuracions i es fan servir en moltes aplicacions especialment militars i en semiconductors.
Els indicador més comuns canvien des del color blau (assenyalant així un nivell d'humitat relativa menor que el que indica) al color rosa (nivell d'humitat relativa més gran). Els producte químic de base és el clorur de cobalt (II) (segons els estàndards de l'exèrcit dels Estats Units). Es fan servir des de la Segona Guerra Mundial per evitar els danys en l'armament causada per l'alta humitat del Pacífic sud.
També hi ha indicadors sense cobalt, ja que la Unió Europea en una directiva ha classificat els productes on el cobalt es trobi en proporcions més grans de l'1% (en pes) com a tòxiques.
Per exemple, no tenen cobalt els basats en el clorur de coure (II).